# Everlasting (BoA)
Everlasting è un singolo della cantante sudcoreana BoA, pubblicato nel 2006.

## Tracce
Versione giapponese
1. Everlasting
2. Soundscape
3. Everlasting: Classical ver.
4. Everlasting: TV Mix
5. Soundscape: TV Mix

Versione sudcoreana
1. Everlasting
2. People Say... (슬픔은 넘쳐도)
3. Everlasting (Classical ver.)
4. Everlasting (Instrumental)
5. People Say... (슬픔은 넘쳐도) (Instrumental)